# Tiếng Adnyamathanha
Tiếng Adnyamathanha (yura ngarwala) là một ngôn ngữ bản địa Úc. Đây là ngôn ngữ dân tộc của người Adnyamathanha.
Các ước tính số người nói tiếng Adnyamathanha không nhất quán, dù ngôn ngữ này chắc chắn đang bị đe dọa nghiêm trọng. Theo Oates 1973, chỉ có 30 người nói, khoảng 20 theo Schmidt năm 1990, 127 trong thống kê 1996, và 107 trong thống kê 2006.
Yura ngarwala là cụm từ mà người Adnyamathanha thường dùng cho ngôn ngữ của họ. Nó có nghĩa là 'tiếng nói con người'. Tuy vậy, hiện nay yura có xu hướng mang nghĩa 'người Adnyamathanha', hơn là đơn giản là 'người'.
Adnyamathanha có một hệ thống đại từ nhân xưng phức tạp. Có mười cách để nói "hai chúng mình", tùy thuộc vào mối quan hệ giữa người nói và người nghe.

## Tên

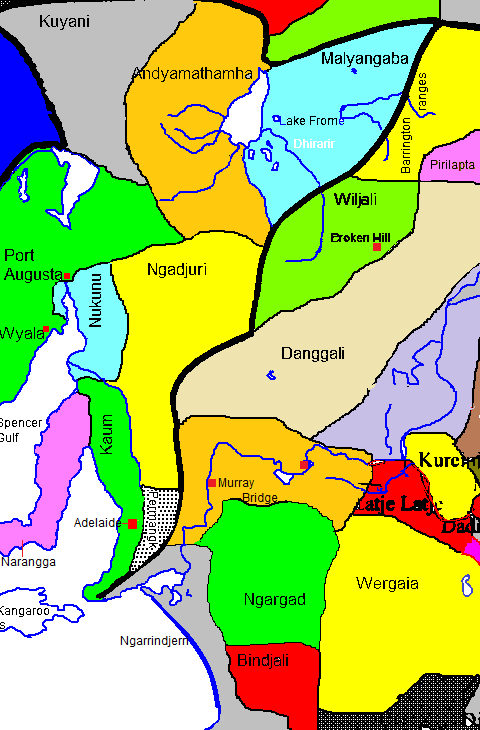
Bản đồ các bộ tộc bản địa quanh Adelaide.

Ngôn ngữ này có nhiều tên, và các cái tên này cũng có nhiều biến thể:
- Adnyamathanha, Adynyamathanha, Adjnjamathanha, Atʸnʸamat̪an̪a, Adnjamathanha, Adnyamathana, Anyamathana, Ad'n'amadana, Anjimatana, Anjiwatana, Unyamootha
- Wailpi, Wailbi, Waljbi, Wipie, the name of a dialect
- Archualda
- Benbakanjamata
- Binbarnja
- Gadjnjamada, Kanjimata, Keydnjmarda
- Jandali
- Mardala
- Nimalda
- Nuralda
- Umbertana
- Yura ngarwala

Guyani cũng được viết là Kijani, Kuyani, Kwiani.

## Phân loại
R. M. W. Dixon cho rằng tiếng Adnyamathanha và Guyani như một ngôn ngữ. Ethnologue tách chúng ra, và mỗi tiếng có một mã ISO 639-3 riêng.

## Ngữ âm

### Ngữ âm
|      | Trước | Sau  |
| ---- | ----- | ---- |
| Đóng | i iː  | u uː |
| Mở   | a aː  | a aː |

### Phụ âm
Đa số âm mũi và âm cạnh lưỡi đều có tha âm tắc trước.
|           |           | Peripheral | Peripheral | Phiến lưỡi | Phiến lưỡi | Đầu lưỡi  | Đầu lưỡi |     |
| Môi       | Ngạc mềm  | Vòm        | Răng       | Chân răng  | Quặt lưỡi  | Thanh hầu |          |     |
| --------- | --------- | ---------- | ---------- | ---------- | ---------- | --------- | -------- | --- |
| Tắc       | vô thanh  | p          | k          | c          | t̪          | t         | ʈ        | (ʔ) |
| Tắc       | hữu thanh |            |            |            |            |           | (ɖ )     |     |
| Xát       | voiced    | (v)        |            |            |            |           |          |     |
| Mũi       | Mũi       | m ~ bm     | ŋ          | ɲ ~ ɟɲ     | n̪ ~ d̪n̪     | n ~ dn    | ɳ ~ ɖɳ   |     |
| Cạnh lưỡi | Cạnh lưỡi |            |            | ʎ ~ ɟʎ     | l̪ ~ d̪l̪     | l ~ dl    | ɭ ~ ɖɭ   |     |
| Vỗ        | Vỗ        |            |            |            |            | ɾ         | ɽ        |     |
| Rung      | Rung      |            |            |            |            | r         |          |     |
| Tiếp cập  | Tiếp cập  | w          | w          | j          |            |           | ɻ        |     |

[v] có thể là tha âm của /p/.